# Gebang (Bonang)
Gebang is een bestuurslaag in het regentschap Demak van de provincie Midden-Java, Indonesië. Gebang telt 4564 inwoners (volkstelling 2010).